# Vinicio Vecchi
Vinicio Vecchi (Modena, 28 giugno 1923 – Modena, 12 marzo 2007) è stato un architetto italiano.

## Biografia
Nato in una famiglia di decoratori e scultori, frequentò il Regio Istituto d'Arte Adolfo Venturi di Modena. Nel 1942 si iscrisse alla Facoltà di architettura a Roma, ma fu costretto a interrompere gli studi a causa della seconda guerra mondiale; dopo il conflitto riprese gli studi al Politecnico di Milano dove nel 1952 si laureò in progettazione con Piero Portaluppi.
Dopo aver partecipato alla Resistenza, nel 1946 fu eletto nel Consiglio comunale di Modena nelle liste del Partito comunista italiano (PCI), mantenendo l'incarico fino al 1962.
L'architetto Vinicio Vecchi fu una figura di rilievo sia nella ricostruzione della città di Modena negli anni dell'immediato dopoguerra sia nella definizione del volto della città nei decenni successivi. A partire dagli anni 1960 la grande crescita economica determinò l'espansione urbanistica della città con la costruzione di nuovi quartieri residenziali e produttivi e di luoghi di svago, in modo particolare sale cinematografiche, che infatti risultano essere i settori nei quali l'architetto operò maggiormente.
Vinicio Vecchi aderì alla corrente razionalista con una chiara torsione realista, anche grazie alla collaborazione intrapresa dal 1946 fino alla metà degli anni 1960 con l'ingegnere architetto Alberto Mario Pucci (assessore comunale ai lavori pubblici per quasi 20 anni), il quale svolgeva parte della propria attività professionale nella città di Milano a contatto con i principali esponenti del Razionalismo italiano. Tra i progetti realizzati dall'architetto Vecchi in questo periodo di collaborazione vanno menzionati la Stazione autolinee di Modena, la sede dell'Azienda municipalizzata del Comune di Modena (Amcm), il Nuovo villaggio artigiano e il primo quartiere Ina-casa di Modena. Negli stessi anni l'architetto Vinicio Vecchi fu autore di una serie di opere minori ma che denotano un'interpretazione originale del linguaggio razionalista, tra le quali si citano l'allestimento di interni di negozi cittadini (quali la libreria Rinascita, il negozio di tessuti Alleanza tessile e il negozio di strumenti musicali Messori) e di alcune stazioni di rifornimento (quali quelle in via Canaletto e in piazza Matteotti, non più esistenti). Negli anni successivi, giunto alla piena maturità professionale, l'architetto si specializzò nella progettazione di sale cinematografiche, arrivando a realizzare oltre cinquanta progetti, la maggior parte dei quali portati a compimento. La produzione dell'architetto Vecchi spaziò entro un arco progettuale estremamente variegato, interessando diversi complessi residenziali e numerose ville private, alcuni importanti stabilimenti industriali (tra cui Caprari, Arbe, Salami), case del popolo (celebre la casa "Rinascita" di San Vito di Spilamberto), cooperative di consumo, sale da ballo e da gioco, case di riposo, istituti di credito, edifici scolastici, impianti sportivi (tra cui il PalaPanini) e architetture cimiteriali.
Attivo fino al termine della sua esistenza, Vinicio Vecchi morì all'età di 83 anni.

## Opere principali
- Monumento ai Caduti per la Resistenza, Modena
- Cinema Principe, Modena
- Libreria Rinascita, Modena
- Negozio Messori, Modena
- Palazzetto dello Sport (PalaPanini), Modena
- Officine Caprari, Modena[5]
- Palazzo della facoltà di matematica dell'Università di Modena
- Scuole medie Francesco Montanari, Mirandola